# 俄羅斯國家女子排球隊
俄羅斯國家女子排球隊（俄语：Женская сборная России по волейболу）為俄羅斯的體育代表隊之一，代表俄羅斯參加國際排球比賽，由俄羅斯排球總會負責管理，是世界女子排壇的勁旅之一。現任球队主教练为塞爾維亞人佐兰·特尔齐奇。
因2022年俄羅斯入侵烏克蘭，國際排聯暫停所有俄羅斯國家隊、俱樂部和官員以及沙灘排球和雪地排球運動員的所有賽事。歐洲排球聯合會（CEV）也禁止所有俄羅斯國家隊、俱樂部和官員參加歐洲比賽，並暫停所有俄羅斯成員在CEV機構中各自的職務。

## 球隊歷史
球隊在1949至1991年期間以蘇聯名義參賽，而1992年則以獨聯體名義參賽。
俄羅斯女排與俄羅斯男排一直被𣈥為世界排壇上實力最為突出的隊伍之一，是歐洲排球的傳統勁旅。由於隊員普遍比較高大，因此進攻打法會擅長利用高點戰術，另外大部分球員都擁有較出色的攔網能力，唯防守及基本功方面會較為粗糙。球隊先後取得四屆奧運會、七屆世錦賽及一屆世界杯等世界大賽冠軍。
俄羅斯女排在多年來孕育出不少名將，例如前主攻手叶卡捷琳娜·加莫娃、索科洛娃和阿塔莫諾娃等，現役著名國手有主攻手塔蒂亚娜·科舍列娃、接應二傳娜塔莉亞·岡察洛娃等。

## 現時陣容
| 球衣 | 球员                  | 位置     | 生日           | 所屬球隊                         |
| ---- | --------------------- | -------- | -------------- | -------------------------------- |
| 2    | 黛莉雅·馬雷金娜       | 主攻     | 1994年4月4日   | 莫斯科迪纳摩女排俱乐部           |
| 4    | 黛莉婭·皮利朋科       | 自由人   | 1990年6月9日   | 克拉斯諾亞爾斯克葉尼塞女排俱樂部 |
| 6    | 伊琳娜·扎里亞茲科     | 副攻     | 1991年10月4日  | 喀山迪納摩女排俱樂部             |
| 8    | 娜塔莉亞·岡察洛娃     | 接應二傳 | 1989年6月1日   | 莫斯科迪纳摩女排俱乐部           |
| 10   | 阿林娜·費多羅夫采娃   | 主攻     | 2004年1月19日  | 費內巴切女排俱樂部               |
| 12   | 安娜·拉扎列娃         | 接應二傳 | 1997年1月31日  |                                  |
| 13   | 葉夫根尼婭·斯塔特塞娃 | 二傳     | 1989年2月12日  | 莫斯科迪纳摩女排俱乐部           |
| 14   | 伊莉娜·費蒂索娃       | 副攻     | 1994年9月7日   | 費內巴切女排俱樂部               |
| 16   | 伊琳娜·沃隆科娃       | 主攻     | 1995年10月20日 | 伊萨奇巴希女排俱乐部             |
| 18   | 柯塞妮亞·伊爾琴科     | 主攻     | 1994年10月31日 | 乌拉洛奇卡女排俱樂部             |
| 19   | 安娜·馬洛娃           | 自由人   | 1990年4月16日  | 喀山迪納摩女排俱樂部             |
| 25   | 克謝尼婭·斯米爾諾娃   | 主攻     | 1998年4月24日  | 喀山迪納摩女排俱樂部             |
| 26   | 葉卡捷琳娜·埃妮娜     | 副攻     | 1993年5月10日  | 莫斯科迪纳摩女排俱乐部           |

## 歷任主教練
| 姓名                | 在任期間   |
| ------------------- | ---------- |
| 謝爾蓋·奧夫欽尼科夫 | 2011－2012 |
| 尤里·馬里切夫       | 2014－2016 |
| 弗·库兹玉特金       | 2017       |
| 康斯坦丁·烏沙科夫   | 2017       |
| 拉基米爾·潘科夫     | 2018－2019 |
| 塞爾吉奧·布薩托     | 2019－2021 |
| 佐蘭·特爾齊奇       | 2022－     |

## 世界冠軍頭銜(12次)

### 以蘇聯名義(10次)
| 年份 | 賽事                     | 主辦國   | 亞軍     | 季軍         |
| ---- | ------------------------ | -------- | -------- | ------------ |
| 1952 | 第1屆世界女子排球錦標賽  | 苏联     | 波蘭     | 捷克斯洛伐克 |
| 1956 | 第2屆世界女子排球錦標賽  | 法國     | 羅馬尼亞 | 波蘭         |
| 1960 | 第3屆世界女子排球錦標賽  | 日本     | 日本     | 捷克斯洛伐克 |
| 1968 | 第19屆夏季奧林匹克運動會 | 墨西哥   | 日本     | 波蘭         |
| 1970 | 第6屆世界女子排球錦標賽  | 保加利亚 | 日本     |              |
| 1972 | 第20屆夏季奧林匹克運動會 | 西德     | 日本     |              |
| 1973 | 第1屆女子世界盃排球賽    | 乌拉圭   | 日本     |              |
| 1980 | 第22屆夏季奧林匹克運動會 | 苏联     | 东德     | 保加利亚     |
| 1988 | 第24屆夏季奧林匹克運動會 |          | 秘魯     | 中國         |
| 1990 | 第11屆世界女子排球錦標賽 | 中国     | 中國     | 美国         |

### 以俄羅斯名義(2次)
| 年份 | 賽事                     | 主辦國 | 亞軍 | 季軍     |
| ---- | ------------------------ | ------ | ---- | -------- |
| 2006 | 第15屆世界女子排球錦標賽 | 日本   | 巴西 | 塞爾維亞 |
| 2010 | 第16屆世界女子排球錦標賽 | 日本   | 巴西 | 日本     |

## 其他成績

### 世界女排大獎賽
- 1993 — 季軍
- 1994 — 第7名
- 1995 — 第6名
- 1996 — 季軍
- 1997 — 冠軍
- 1998 — 亞軍
- 1999 — 冠軍
- 2000 — 亞軍
- 2001 — 季軍
- 2002 — 冠軍
- 2003 — 亞軍
- 2004 — 第7名
- 2006 — 亞軍
- 2007 — 殿軍
- 2009 — 亞軍
- 2011 — 第4名
- 2013 — 第7名
- 2014 — 季軍
- 2015 — 亞軍
- 2016 — 第4名
- 2017 — 第9名

## 外部連結
- 俄羅斯排球總會（页面存档备份，存于）（俄文）
- FIVB 2010 Women's Volleyball World Championship RUS / Russia - Team Composition（页面存档备份，存于）（英文）